# Hypena tristigma
Hypena tristigma är en fjärilsart som beskrevs av Holloway 1976. Hypena tristigma ingår i släktet Hypena och familjen nattflyn. Inga underarter finns listade i Catalogue of Life.